# 伊塞克绢蒿
伊塞克绢蒿（学名：Seriphidium issykkulense）为菊科绢蒿属的植物。分布在俄罗斯以及中国大陆的新疆等地，生长于海拔1,400米的地区，多生于戈壁、半荒漠、砾质坡地及荒漠化草原地区，目前尚未由人工引种栽培。

## 异名
- Artemisia issykulense Poljak.